# Marcel Moswitzer
Marcel Markus Moswitzer (* 26. Februar 2005 in Villach) ist ein österreichischer Fußballspieler.

## Karriere

### Verein
Moswitzer begann seine Karriere beim ASKÖ St. Egyden. Im Februar 2012 wechselte er zum ATUS Velden. Zur Saison 2013/14 schloss er sich dem ATUS Feistritz/Rosental an. Zur Saison 2019/20 wechselte er in die Akademie des FC Red Bull Salzburg, in der er fortan sämtliche Altersstufen durchlief.
Im März 2022 debütierte er für das Farmteam der Salzburger, FC Liefering, in der 2. Liga, als er am 21. Spieltag der Saison 2021/22 gegen den Floridsdorfer AC in der Halbzeitpause für Lukas Wallner eingewechselt wurde.

### Nationalmannschaft
Moswitzer debütierte im September 2022 gegen Schweden für die österreichische U-18-Mannschaft.